# Studio Battaglia
Studio Battaglia è una serie televisiva italiana, trasmessa in prima serata su Rai 1 dal 2022 al 2024. È diretta da Simone Spada, prodotta da Palomar e Tempesta in collaborazione con Rai Fiction, e ha come protagoniste Lunetta Savino, Barbora Bobuľová, Miriam Dalmazio e Marina Occhionero. Si tratta dell'adattamento italiano della serie britannica The Split.

## Trama
Vengono raccontate le vicende di due tra gli studi legali (fittizi) più famosi di Milano, lo Studio Battaglia e lo Studio Zander & Associati, nonché le vicende della famiglia Battaglia.

## Episodi
| Stagione         | Episodi | Prima TV |
| ---------------- | ------- | -------- |
| Prima stagione   | 8       | 2022     |
| Seconda stagione | 6       | 2024     |

## Personaggi e interpreti

### Personaggi principali
- Anna Battaglia (stagioni 1-2), interpretata da Barbora Bobuľová.
È la maggiore delle sorelle Battaglia, moglie di Alberto e madre di Daria e Giacomo. Da poco ha lasciato lo studio di famiglia per andare a lavorare dal rivale Zander e ci tiene a farsi chiamare con il cognome del marito.
- Marina Di Marco (stagioni 1-2), interpretata da Lunetta Savino.
È la madre di Anna, Nina e Viola che ha cresciuto da sola portando avanti anche il proprio studio.
- Nina Battaglia (stagioni 1-2), interpretata da Miriam Dalmazio.
È la sorella di mezzo che lavora con la madre Marina.
- Massimo Munari (stagioni 1-2), interpretato da Giorgio Marchesi.
È l’avvocato di punta dello Studio Zander & Associati, e vecchio compagno di università di Anna.
- Viola Battaglia (stagioni 1-2), interpretata da Marina Occhionero.
È la più giovane delle sorelle, spensierata e in procinto di sposarsi.
- Roberto Parmegiani (stagione 1), interpretato da Michele Di Mauro.
È un ricco imprenditore che decide di affidarsi ad Anna per divorziare dalla moglie salvo poi virare su Marina.
- Carla Nobili (stagioni 1-2), interpretata da Carla Signoris.
È la moglie di Roberto; per il divorzio decide di affidarsi ad Anna.
- Alberto Casorati (stagioni 1-2), interpretato da Thomas Trabacchi.
È il marito di Anna.
- Giorgio Battaglia (stagioni 1-2), interpretato da Massimo Ghini.
È l’ex marito di Marina e padre delle ragazze che dopo venticinque anni torna dalla Costa Azzurra dove era scappato con Fanny, la ragazza alla pari.
- Dario Zander (stagioni 1-2), interpretato da David Sebasti.
È il titolare dello Studio Zander & Associati e nuovo capo di Anna.

### Personaggi secondari
- Alessandro Del Vecchio (stagioni 1-2), interpretato da Giovanni Toscano.
È il futuro sposo e in seguito marito di Viola.
- Daria Casorati (stagioni 1-2), interpretata da Emma Fasano.
È la figlia di Anna e Alberto.
- Giacomo Casorati (stagioni 1-2), interpretato da Elia Lorenzi.
È il secondo figlio di Anna e Alberto.
- Maddalena Romagnolo (stagioni 1-2), interpretata da Celeste Savino.
È una delle impiegate dello Studio Zander & Associati.
- Adelchi Rizzo (stagione 1), interpretato da Simone Costa.
È il fidanzatino di Daria.
- Padre Ralf Cruz (stagione 1), interpretato da Simon Rizzoni.
È il prete che sposa Viola e Alessandro.
- Elisabetta "Betty" Facciolo (stagioni 1-2), interpretata da Roberta Sferzi.
È il braccio destro di Marina.
- Paola Mancini (stagione 1), interpretata da Valentina Banci.
È una delle amiche di Carla, nonché amante del marito di quest’ultima.
- Leonardo "Leo" Messina (stagioni 1-2), interpretato da Alberto Paradossi.
È un ragazzo che frequenta Nina.
- Lorenzo Clemente (stagione 2), interpretato da Davide Iacopini.
È un consulente che si occupa della gestione della fusione tra lo Studio Zander & Associati e lo Studio Battaglia.
- Simone Di Giulio (stagione 2), interpretata da Virginia Diop.
È la nuova assistente di Alberto.
- Renzo Reverberi (stagione 2), interpretato da Emanuele Vezzoli.
È il conduttore radiofonico di un podcast ascoltato da Marina.
- Michela Fini (stagione 2), interpretato da Sara Putignano.
- Corrado Lopez (stagione 2), interpretato da Raffaele Esposito.

## Produzione
La serie è prodotta da Palomar e Tempesta in collaborazione con Rai Fiction.
Dopo il successo del primo ciclo di episodi, nel 2023 la serie viene confermata per una seconda stagione andata in onda dal 19 al 28 marzo 2024. 

### Riprese
La serie è stata girata principalmente nella città di Milano, in particolare alcune scene nella zona dei Navigli.

## Colonna sonora
La colonna sonora originale della serie è firmata da Stefano Lentini ed è stata prodotta da Carosello Records e Palomar. La sigla è una rivisitazione del brano di Ghemon Rose viola. L'album della prima stagione è stato pubblicato il 25 Marzo 2022 e contiene 16 tracce tra cui "Viola", "Up", "Suite Tristesse". È stato eseguito dall'Orchestra di Roma diretta da Daniele Belardinelli, dalla pianista Gilda Buttà, dal batterista Marco Rovinelli, con le chitarre, basso, fiati e Mastering di Stefano Lentini. L'album della seconda stagione è uscito il 19 Marzo 2024, contiene 13 tracce e vede la partecipazione dal Quartetto Adorno, mixato a Londra da Geoff Foster e masterizzato a Berlino da Bo Kondren.